# كريدي (غيزانية)
كريدي (بالفارسية: کریدی) هي قرية وتقع في إيران في قسم غيزانية الريفي. يقدر عدد سكانها بـ 28 نسمة بحسب إحصاء 2016.